# Aleiodes africanus
Aleiodes africanus är en stekelart som först beskrevs av Günther Enderlein 1920.  Aleiodes africanus ingår i släktet Aleiodes och familjen bracksteklar. Inga underarter finns listade i Catalogue of Life.